# CR極上パロディウス
『CR極上パロディウス』（CRごくじょうパロディウス、CR Gokujō Parodius!）は、ニューギンが開発したパチンコ機種のシリーズ。 
コナミの『パロディウス』をモチーフとしたパチンコ機で、以下のバリエーションが存在する。
- CR極上パロディウスLE57 (CR Gokujō Parodius! LE57) (2006年5月)
- CR極上パロディウスLX50 (CR Gokujō Parodius! LX50) (2006年5月)
- CR極上パロディウスNCE80F (CR Gokujō Parodius! NCE80F) (2006年5月)

## 登場キャラクター
- タコスケ
- ベリアル
- ツインビー
- ペン太郎
- お花ちゃん
- ひかる&あかね
- ミカエル
- アンナ・パブロワ&めろーら
- ちちびんたリカ
- タコA
- キャプテンペンギンノフスキーIII
- ニール&イライザ
- こいつ&あいつ
- マンボウ&サンバ
- ビックバイパー
- デコレーションコア
- ウパ
- メミム
- スゥ
- ミケ
- トビー